# Halawa
Halawa (auch türkisch Ağda genannt; der Vorgang wird als Zuckern bzw. im Englischen Sugaring, Sugar Waxing und Persian Waxing bezeichnet) ist die Bezeichnung für ein epilierendes Haarentfernungsmittel, welches üblicherweise aus Zucker und Zitronensaft hergestellt wird.
In Deutschland ist der Begriff „Halawa“ eine von Aliki Gath geschützte Marke. Die Herstellung und der Vertrieb von Zuckerpasten zum Enthaaren mit dieser Bezeichnung ist daher nur diesem Unternehmen vorbehalten.

## Zusammensetzung und Eigenschaften
Die Masse besteht im Wesentlichen aus Zuckerwasser und Zitronensäure. Die Zuckerpaste lässt sich durch Erhitzen von Zucker und Wasser unter Zugabe von Zitronensäure herstellen. Die Zitronensäure katalysiert dabei die Aufspaltung von Saccharose in deren Bestandteile Fructose und Glucose (Invertzucker).
Gelegentlich finden auch andere organische Säuren Verwendung, z. B. Salicylsäure. Man erhält eine in warmem Zustand sirupartige, nach Abkühlen jedoch zähe Masse aus Invertzucker, karamellisiertem Zucker und Zitronensäure.

## Haarentfernung
Halawa wird entweder auf die zu enthaarende Stelle gestrichen und dann mit den Haaren abgezogen oder das Haar wird mit Fingern, auf die etwas Halawa aufgebracht wurde, entfernt. Die Haut wird durch die Zuckerpaste weniger traumatisiert, da sie nicht wie das Wachs an lebenden Hautzellen festklebt und Warmwachs oft zu hoch temperiert wird. Das Zuckern wird in Wachstumsrichtung der Haare durchgeführt, weswegen die Haare nicht abreißen. Daraus resultieren weniger einwachsende Haare.
Im Orient ist die Enthaarung mit einer Zuckerpaste neben der Fadenepilation eine seit langem bekannte Methode. Der Islam schreibt den Gläubigen eine regelmäßige Enthaarung der Achselhöhlen und des Intimbereichs sowie das Schneiden des Schnurrbartes vor.
Wie bei allen Methoden der Epilation verlangsamt sich das Haarwachstum nach einer Halawa-Anwendung. Daher bleibt die Haut länger glatt als bei einer Depilation (z. B. Rasur) und die Anwendungsintervalle können vergrößert werden. Des Weiteren sind die nachwachsenden Haare dünner, unauffälliger und weicher.

## Praxis
Da die Herstellung zu Hause zeitaufwändig ist, versammeln sich im Orient manchmal mehrere miteinander befreundete oder verwandte Frauen, um gemeinsam Halawa/Zuckerpaste zu kochen und Schönheitspflege zu betreiben. Haarentfernung ist in arabischen Ländern jedoch auch eine Einkommensquelle speziell für ältere Frauen, die sich auf diese Methode spezialisiert haben. Auch wird die Epilation mit Halawa/Zuckerpaste in Hammams durchgeführt, sie gehört mit zur orientalischen Badekultur.
Aufgrund seiner Eigenschaften eignet sich das Sugaring insbesondere bei der Enthaarung im Intimbereich (Brazilian Waxing). Bei empfindlicher Haut kann die Zuckerpaste selbst hergestellt werden, um Reaktionen auf Zusatzstoffe auszuschließen.